# PPNEA
PPNEA (Akronym für englisch Protection and Preservation of Natural Environment in Albania; albanisch Qendra për Ruajtjen dhe Mbrojten e Mjedisit Natyror në Shqipëri) ist eine Nichtregierungsorganisation in Albanien, die sich – laut Selbstdarstellung – für den Erhalt und den Schutz von Pflanzen- und Tierarten und Biodiversität einsetzt, in Wildhabitaten Forschung betreibt, als Anwältin für Naturschutz auftritt und Zivilgesellschaften bei Behördengängen Unterstützung bietet.
Die aktuell von Aleksandër Trajçe geleitete Umweltschutzorganisation wurde am 5. Juni 1991 per Dekret der Albanischen Akademie der Wissenschaften in Privaträumen des naturwissenschaftlichen Akademiedozenten Lekë Gjiknuri in Tirana gegründet und erwirtschaftete im Jahr 2021 einen Umsatz von 419.720,18 Euro.

## Erfolge
Laut PPNEA zählen zu den größten Erfolgen der Organisation die Gründung der Nationalparks von Prespa 1999, Shebenik-Jablanica 2008 und des Naturparks Korab-Koritnik 2011. Vielfach stand dabei unter anderem der Schutz des vom Aussterben bedrohten Balkanluchses im Fokus.